# Río Chapel
El río Chapel o Capel es un curso de agua ubicado en la provincia de Tierra del Fuego, Antártida e Islas del Atlántico Sur, Argentina.
Pertenece a la cuenca del río Ewan, que a su vez por las características hidrológicas, climáticas y biogeográficas, integra las denominadas «cuencas de la zona central o de transición» de la isla Grande de Tierra del Fuego.
Nace sobre las sierras que dominan el límite norte de la cuenca del Lago Fagnano, y a su paso es atravesado por la ruta complementaria nacional A. Es afluente, por la margen derecha, del brazo sur del río Ewan, que posteriormente desemboca en el mar Argentino al sudeste del cabo del mismo nombre.